# Tangshan (sockenhuvudort i Kina, Jiangxi Sheng, lat 29,50, long 115,50)
Tangshan är en sockenhuvudort i Kina. Den ligger i provinsen Jiangxi, i den sydöstra delen av landet, omkring 98 kilometer nordväst om provinshuvudstaden Nanchang. Antalet invånare är 3 007. Befolkningen består av 1 514 kvinnor och 1 493 män. Barn under 15 år utgör 28,0 %, vuxna 15-64 år 56 %, och äldre över 65 år 14,0 %.
Runt Tangshan är det ganska tätbefolkat, med 222 invånare per kvadratkilometer. Närmaste större samhälle är Henggang, 6,8 km norr om Tangshan. I omgivningarna runt Tangshan växer i huvudsak blandskog.
Genomsnittlig årsnederbörd är 2 141 millimeter. Den regnigaste månaden är maj, med i genomsnitt 334 mm nederbörd, och den torraste är januari, med 59 mm nederbörd.